# Raimundo Girão
Raimundo Girão (Morada Nova, 3 de outubro de 1900 - Fortaleza, 24 de julho de 1988) foi um advogado, historiador, escritor e político brasileiro.

## Biografia
Como homem público, desempenhou as funções de prefeito de Fortaleza, ministro do Tribunal de Contas do Estado do Ceará — de 21 de setembro de 1935 até sua aposentadoria, em 1970 — e secretário de Cultura do estado do Ceará, entre outros.
Como intelectual, deixou uma obra com 54 títulos — entre livros e plaquetas —, versando principalmente sobre a história e a geografia de seu estado, além de ter organizado 12 obras de variados assuntos. Da história do Ceará, que mereceu seu maior interesse e empenho, foi um dos mais profícuos intérpretes. Seus estudos e escritos abrangem, também, o direito, a geografia, a economia, a antropologia, a literatura, a filologia, a genealogia, a memorialística e a ensaística.
Filho de Luís Carneiro de Sousa Girão e Celina Cavalcanti, nasceu na fazenda Palestina, do Município de Morada Nova, perto três quilômetros da cidade sede municipal, no dia 3 de outubro de 1900, uma quarta feira. Aos cinco anos de idade, com os pais, mudou se para Maranguape, cidade em que permaneceu ate 1913 e teve a oportunidade de fazer os primeiros estudos frequentando a escola pública dirigida pela professora Ana de Oliveira Cabral (D. Naninha) e o colégio particular do prof. Henrique Chaves. Em novembro de 1913, transferiu-se para Fortaleza, passando a frequentar o colégio Colombo, do prof. Manuel Leiria de Andrade, e em seguida matriculou se no Liceu do Ceará, no qual tirou os necessários preparatórios (1919). No ano seguinte, matriculou se na Faculdade de Direito da Universidade Federal do Ceará, cujo curso concluiu com êxito, colando grau de Bacharel no dia 8 de dezembro de 1924.
Casou-se com Maria Gaspar Brasil em 27 de novembro de 1926. Nessa mesma faculdade, doutorou se em 1936, sendo aluno laureado. Advogado nos auditórios do Estado, quando em 1932 é chamado para exercer as funções do cargo de Secretário Geral da Prefeitura de Fortaleza (Secretaria Única) para a 14 de dezembro desse ano receber a nomeação de Prefeito Municipal interino. Efetivou se no cargo no dia 19 de abril de 1933 e o exerceu até 5 de setembro de 1934, dedicando todos os seus empenhos a experiências aos interesses administrativos da capital cearense.

## Carreira política
No ano seguinte, por ato governamental de 21 de setembro, foi nomeado sem que o pleiteasse, Ministro do Tribunal de Contas do Estado do Ceará, criado pelo Dec. n° 124, do dia 20 de setembro de 1935, anterior, do Governador Francisco Menezes Pimentel. Nesse governo, foi distinguido com várias e importantes Comissões, inclusive a Comissão que representou o Ceará nas Conferências de Assuntos Econômicos e Fazendários, a primeira reunida no Rio de Janeiro (1940) e a segunda em Salvador (1940). Outra Comissão, de alta significação, de que fez parte foi a encarregada de elaborar o Projeto de Estatuto dos Funcionários do Estado (1942). Nomeado em 2 de março de 1946 Livre Docente da Faculdade de Ciências Econômicas do Ceará, na Cadeira de Estudos Comparados das Doutrinas Econômicas. Em 1949, como representante do Estado do Ceará e do Instituto do Ceará (para o qual entrara como Sócio Efetivo em 1941 e do qual foi Presidente de Honra e recebeu, post mortem, o título de Sócio Benemérito), participou do I Congresso Histórico do Estado da Bahia, comemorativo do 4° Centenário de Fundação da Cidade de Salvador, realizado nos dias 18 a 30 de março.
Foi amigo próximo do político cearense Gustavo Barroso, primeiro diretor do Museu Histórico Nacional e um dos líderes da Ação Integralista Brasileira, sendo um dos seus mais destacados ideólogos.
Quando Prefeito Municipal (1933-34) teve a oportunidade de concorrer para a instalação do primeiro Rotary Club de Fortaleza, o qual por duas vezes presidiu. De caráter rotário, tomou parte, além de outras, da Comissão Distrital de Manaus (1951), demorando se algum tempo na Amazônia para sentir melhor as belezas da Hileia (Manaus). Duas vezes mais esteve naquela maravilhosa região. Em 1952, é nomeado presidente do Conselho Penitenciário do Ceará, ao qual já servira como Conselheiro desde 1935. Foi Mordomo da Santa Casa de Misericórdia de Fortaleza. Com o prof. Mozart Soriano Aderaldo participou do congresso comemorativo do Tricentenário da Restauração Pernambucana, realizado no Recife em julho de 1954. Foi um dos fundadores e primeiro Diretor da Escola de Administração do Ceará, hoje conhecida como Centro de Estudos Sociais Aplicados da Universidade Estadual do Ceará. Nomeado em 9 de janeiro de 1960 Secretário Municipal de Urbanismo, de cuja Pasta foi o primeiro titular, pois foi ela criada por sugestão sua. Nomeado, por Ato de 3 de outubro desse ano, recebeu a nomeação como primeiro titular da Secretaria de Cultura do Ceará (1966-1971), pasta criada com o desdobramento (a primeira no Brasil) da anterior Secretaria de Educação e Cultura, em consequência de trabalho seu, constante e cuidadoso, adotado pelo Governo do Estado. Presidiu a Academia Cearense de Letras, no biênio 1957/1958, na qual ocupava a Cadeira n° 21 de que é Patrono José de Alencar. Em 1985 foi aclamado "Presidente de Honra" e, posteriormente, eleito sócio efetivo da Sociedade Cearense de Geografia e História, tendo ocupado a Cadeira de n° 22, patroneada pelo romancista Franklin Távora.
Recebeu Raimundo Girão em vida, e mesmo in memoriam um grande número de honrarias, representadas por medalhas, troféus, títulos honoríficos e outras condecorações. A sua bibliografia é alentada: legou-nos 54 títulos entre livros e plaquetas, além de ter organizado 12 volumes de variados assuntos. Prefaciou 19 livros de terceiros. Sua colaboração em periódicos – jornais e revistas- alcançou a quase cinco dezenas, entre artigos, crônicas e entrevistas.
Em enquete promovida pela TV Cidade, de Fortaleza, no ano de 1987, foi consagrado como um dos vinte maiores cearenses de todos os tempos.
Faleceu em 24 de julho de 1988, nesta Capital. Em 1991, o Prefeito Juraci Magalhães, por decreto, prestou lhe expressiva homenagem, mudando a denominação da Avenida Aquidabã para Avenida Historiador Raimundo Girão. Casou se pela primeira vez com Maria Monteiro de Lima, que veio a falecer em 19 de novembro de 1925, sem filhos. Era filha de Manuel Gonçalves de Lima e Maria do Carmo Monteiro. O segundo casamento deu se em 27 de novembro de 1926 com Maria Gaspar Brasil (Marizot), nascida em 18 de março de 1910, em Fortaleza, filha de Prudente do Nascimento Brasil e Inês de Moura Gaspar. Do casal nasceram dez filhos, que se multiplicaram em trinta a um netos e quarenta e três bisnetos.

## Obras
Lista resumida:
- Evolução Histórica Cearense. (1986)[23]
- Pequena História do Ceará. (1984)[24]
- Municípios de Ceará e seus Distritos. (1983)
- Famílias de Fortaleza (Apontamentos Genealógicos). (1975)
- Palestina, uma Agulha e as Saudades (Memórias). (1972)[25]
- Matias Beck - Fundador de Fortaleza. (1961)
- História da Faculdade de Direito do Ceará. (1960)[26]
- Geografia Estética de Fortaleza. (1959)
- A Abolição no Ceará. (1956)[27]
- História Econômica do Ceará. (1947)[28]

## Homenagem
- Uma Avenida em Fortaleza recebeu o nome do político.[29]